# Bulbophyllum trigonobulbum
Bulbophyllum trigonobulbum là một loài phong lan thuộc chi Bulbophyllum.